# Temesvári Levente Szövetség
A Temesvári Levente Szövetség 1918. október 31-e és december eleje között a Temesvárt és Bánságot megszálló román hadsereg elleni szervezkedés volt.
A Bánságból a szövetségesek nyomására kivonuló megszálló szerb csapatok eltűrték, hogy a temesvári diákok a temesvári Hunyadi-kastélyban levő fegyvertárból felfegyverezzék magukat.
A román hatóságok 1919 januárjában 44 főt tartóztattak le, ebből négyen megszöktek. A román hadbíróság által megvádoltak: dr. Marton Albert, Mischek Ferenc, Schuch József, Dér István, Török Lajos, Reibel Mihály, Marx Dezső, Schrauder György, Niamessny Mihály, Lindner János, Steiner Ferenc, Ladányi Jenő, Feigel Ede, Jánossy Vilmos, Sperling János, Biró Béla, Fiatska Béla, Trillsch Péter, Praznovszky István, Harmos Géza, Schuster István, Berkes József, Galgóczy Gyula, Bayer László, Gera Pál, Braun János, Mayer Ervin, Delbl Ferenc, Rolkó Sándor, Linka László, Gömöri Lajos, Jung József, Szabó Lajos, Juhász Ernő, Palkó Ferenc, Rech Béla, Erdélyi Béla, Wesel Károly, Bózsin Nándor, Schön Péter, Bergmann Károly, Leposa Árpád, Wildburg Walter báró, Kohnlechner Károly.
A 19. román király hadosztály hadbírósága 1920. március 30-án kezdte meg tárgyalását. A hadbíróságnál benyújtott vádirat szerint a szövetség terve az volt, hogy a román helyőrséget lefegyverzik és foglyul ejtik akkor, amikor a magyar hadsereg átkel a Tiszán. A vádirat szerint a szövetség vezetői dr. Márton Albert, Mischek Ferenc és Schuch József voltak. A Temesvári Levente Szövetség legtöbb tagja egyetemi és középiskolai hallgató volt. 
Dr. Márton Albert temesvári ügyvéd volt a Magyar Nemzeti Tanács elnöke, kapcsolatot tartott fenn a magyar kormánnyal. Később Budapesten a Pestkörnyéki Bíróság elnöke lett.
A Temesvári Levente Szövetség egyik szervezője Niamessny Mihály volt (Temesvár, 1902. december 9. – Budapest, 1925. június 27.; anyja hodonyi Manaszy Margit, apja Niamessny Mihály).